# Ceratomyxa vepallida
Ceratomyxa vepallida is een microscopische parasiet uit de familie Ceratomyxidae. Ceratomyxa vepallida werd in 1960 beschreven door Meglitsch. 